# 许秀
许秀（韓語：허수，2000年7月22日—，游戏ID：ShowMaker），韩国《英雄联盟》电子竞技运动员，DWG KIA中路选手，英雄联盟2020赛季全球总决赛冠军成员。

## 选手生涯
2017年，ShowMaker加入Damwon Gaming战队（后改名为DWG KIA），开始了自己的职业生涯。在当年的韩国KeSPA杯，许秀所在的DWG战队在资格赛第一轮2:1击败KDM战队，但是在第二轮0:2不敌JAG战队，遭到淘汰。
2018年，在韩国CKR联赛夏季赛中，ShowMaker随队以13胜1负的常规赛成绩晋级升降级赛，随后在胜者组决赛中以3:1击败了BtC战队，战队得以进入LCK联赛。
2019年的LCK春季赛，ShowMaker所在的DWG战队以11胜7负的战绩拿到常规赛第五名进入季后赛，然而在季后赛中最终以0:3败于KZ战队结束比赛。在2019年的洲际对抗赛中，DWG战队所在的LCK赛区在决赛中3-1战胜LPL赛区获得洲际赛冠军，其中在决赛第四小局的比赛中，ShowMaker作为中单选手代表DWG战队对阵JDG战队，并帮助战队取得小局胜利。同年LCK夏季赛的常规赛中，DWG战队以13胜5负的战绩排名第二。但在半决赛阶段，DWG战队以0:3不敌SKT战队，最终获得第三名。随后在冒泡赛中，他们以3:2击败了KZ战队，成功拿下英雄联盟2019赛季全球总决赛LCK赛区的第三号种子席位。在英雄联盟2019赛季全球总决赛淘汰赛阶段，DWG战队1-3不敌G2战队，止步八强，结束了自己的世界赛之旅。
2020年，ShowMaker跟随战队在对阵DRX战队的比赛中3-0战胜对手，获得了韩国英雄联盟冠军联赛2020夏季赛冠军，以LCK赛区一号种子身份晋级世界赛。ShowMaker也因此在夏季赛结束后获得夏季赛最佳新锐、常规赛最佳阵容一阵以及常规赛最有价值选手（MVP）三项荣誉。在英雄联盟2020赛季全球总决赛中，DWG一路挺进决赛，并最终以3-1的比分战胜了SN战队，获得了全球总决赛的冠军。
2021年，原DAMWON Gaming战队（简称DWG）正式更名为DWG KIA（简称DK）。在LCK春季赛决赛中，ShowMaker跟随DK战队对阵GEN.G战队，帮助战队3-0击败对手获得了春季赛冠军。在2021年英雄联盟季中邀请赛中，DK在决赛中以2-3的比分不敌RNG战队，收获了英雄联盟季中邀请赛的亚军。 8月28日，在LCK夏季赛决赛中，DK以3-1的比分击败T1获得了LCK的夏季赛冠军。在英雄联盟2021赛季全球总决赛的淘汰赛中，DK战队先后以3-0和3-2淘汰MAD战队和T1战队，晋级决赛，但在决赛中以2-3不敌EDG，获得了亚军。
2022年，韩国英雄联盟冠军联赛春季赛半决赛中，ShowMaker所在的DK以2-3不敌GEN.G，无缘决赛。9月1日，在LCK夏季资格赛中，ShowMaker帮助战队3-1击败LSB战队，以LCK三号种子的身份获得全球总决赛参赛资格。在英雄联盟2022赛季全球总决赛的小组赛阶段，DK战队取得了5-1的战绩，成功晋级淘汰赛。但在10月23日的淘汰赛中，DK战队2-3败于GEN.G，最终DK战队止步八强。
2023年1月起，原DWG KIA战队正式更名为Dplus KIA战队，战队简称依然为DK。3月23日，在韩国英雄联盟冠军联赛春季赛的季后赛中，ShowMaker所在的DK战队1:3不敌HLE战队，遭到淘汰。8月9日韩国英雄联盟冠军联赛夏季赛的季后赛中，DK战队以1:3的成绩不敌T1战队被淘汰。但在之后的LCK选拔赛上，DK战胜HLE以LCK四号种子的身份出征英雄联盟2023赛季全球总决赛。DK战队在瑞士轮最后一日的比赛中，0:2不敌KT战队，未能进入全球总决赛的淘汰赛阶段。
在2024年LCK春季赛中，ShowMaker所在的DK在常规赛取得9胜9负的成绩排名第五进入季后赛。季后赛中DK先是以3:2战胜KT，随后2:3不敌Gen.G掉入败者组，最后0:3不敌T1，获得殿军。2024年LCK夏季赛，DK在常规赛取得13胜5负的成绩排名第三进入季后赛。季后赛第一轮DK以3:1战胜FOX，随后0:3不敌Gen.G掉入败者组，最后1:3不敌T1，获得殿军。在9月12日的LCK区域资格赛中，DK成功以3:2战胜T1，作为LCK三号种子参加英雄联盟2024赛季全球总决赛。10月13日，DK在瑞士轮最后一轮比赛中，1:2不敌WBG，无缘接下来的淘汰赛。

## 生平奖项
- 2019英雄联盟洲际系列赛冠军
- 韩国英雄联盟冠军联赛2020夏季赛冠军
- 英雄联盟2020赛季全球总决赛冠军
- 韩国英雄联盟冠军联赛2021春季赛冠军
- 韩国英雄联盟冠军联赛2021夏季赛冠军
- 英雄联盟2021赛季全球总决赛亚军
- 英雄联盟2022赛季全球总决赛八强
- 英雄联盟2023赛季全球总决赛十六强
- 英雄联盟2024赛季全球总决赛十六强